# Nebka (dune)
Pour les articles homonymes, voir Nebka.
Une nebka (ou nebkha) désigne un type particulier de dune qui se forme au contact d'un ensemble végétal. Il s'agit d'un relief éolien qui est créé et modelé par l'action du vent.

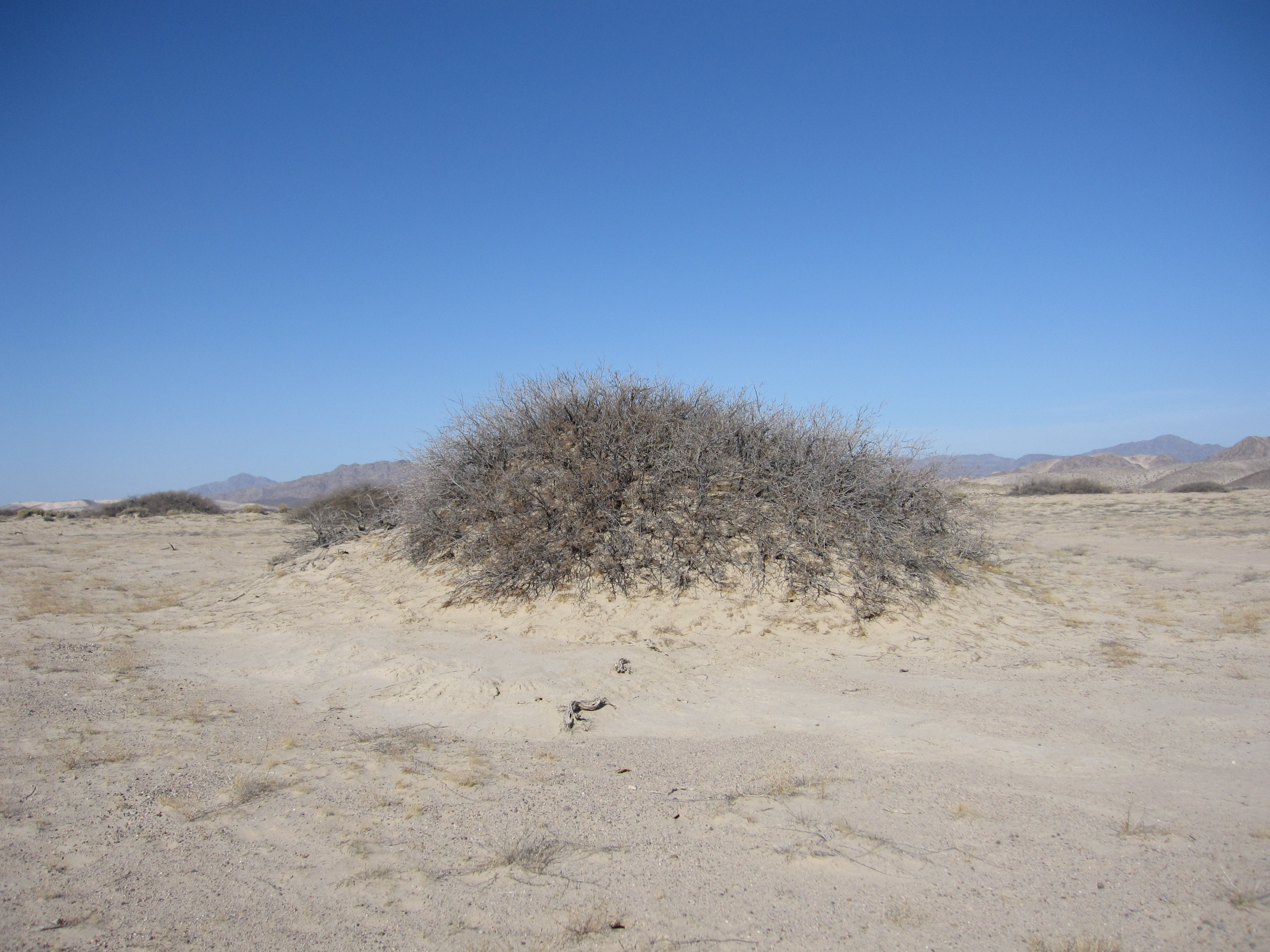
Nebka autour d'un arbuste (Prosopis glandulosa) en Californie.

Les nebkas sont communes et retrouvées dans de nombreuses régions du globe : désert d'Arabie, Xinjiang, Nouveau-Mexique et état de Chihuaha.
De nombreuses espèces végétales psammophiles peuvent contribuer à la formation des nebkas. On citera par exemple Yucca elata, Larrea tridentata et le genre Atriplex dans le désert de Chihuahua.

## Formation et structure

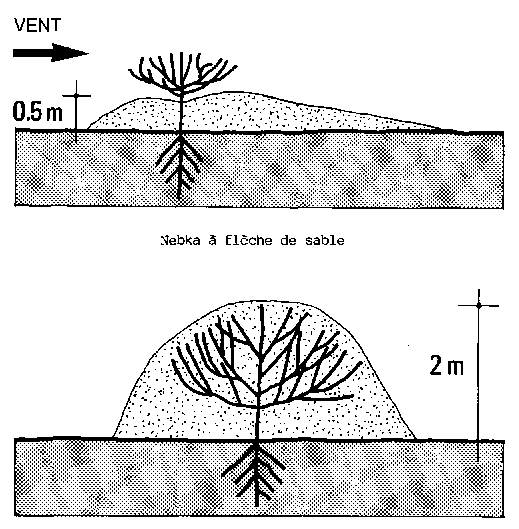
Structure d'une nebka.

L'obstacle végétal fait chuter la vitesse du vent ce qui permet le dépôt des sables. La dimension d'une nebka est de quelques décimètres de hauteur et de 1 à 4 m de longueur. La nebka présente une pente douce sous le vent et une forte pente au vent. Vue en plan, sa forme est ovoïde avec la pointe la plus fine sous le vent. 
Si la couverture végétale est faible, les nebkas ne forment aucun cordon linéaire continu et apparaissent sous la forme de monticules isolés. Si la végétation est abondante, les nebkas s'unissent pendant leur croissance et forment une petite dune de 50 à 100 cm de hauteur, dénommée dune embryonnaire. 